# Strassen (Lussemburgo)
Strassen (in lussemburghese: Stroossen) è un comune del Lussemburgo centrale. Fa parte del cantone di Lussemburgo, nel distretto omonimo. Si trova ad ovest della capitale.
Nel 2019 conta 9 585 abitanti.

## Storia
Il nome Strassen deriva dalla strada militare che, nel periodo dell'Impero romano, collegava Treviri a Arlon attraversando Strassen e altre località circostanti. Nel 1960, sono stati scoperti dei resti umani risalenti all'Impero Romano, durante i lavori per l'ampliamento della strada Kiem.
A causa della peste, un terzo della popolazione di Strassen scomparve. Nel 1766 Strassen aveva una superficie di 2594,65 ettari e una popolazione di 417 abitanti.
Nel 1804, Strassen divenne una parrocchia.
Nel 1823, il comune di Strassen si fuse con il comune di Bertrange. Circa 30 anni dopo, la legge del 6 agosto 1849, il Comune di Strassen ridiventò autonomo.
Nel 1854 il poeta nazionale Michel Rodange, dopo aver sposato Leysen Maddalenauna, un'abitante di Strassen, si trasferì a Fels dove prestò servizio come insegnante.

## Geografia antropica
Strassen è classificato al 94º posto (su 105 comuni del Lussemburgo) per quanto riguarda la superficie del territorio. Risulta, tuttavia, al quindicesimo posto nazionale in termini di densità.
Numerosi quartieri stanno sorgendo a Strassen; questo è dovuto al forte incremento della popolazione che si registra a livello nazionale. Inoltre, grazie alla vicinanza diretta con la capitale Lussemburgo città, i prezzi immobiliari di Strassen sono considerati tra i più elevati del paese, insieme ai comuni di Bertrange e Mamer. Per quanto riguarda i beni immobiliari nuovi, Strassen arriva al primo posto.

## Infrastrutture e trasporti
Come in tutto il Granducato di Lussemburgo, i trasporti in comune sono efficaci e rapidi; ci sono autobus (ibridi ecologici) che collegano la capitale in 15 minuti.
Il comune ha fornito un servizio night bus gratis per i giovani.

## Cultura

### Istruzione
Sul territorio comunale, sono presenti 4 scuole, tutte moderne e ben attrezzate. Nel ciclo della scuola pubblica primaria, le lezioni sono insegnate nelle tre lingue ufficiali del paese, mentre il ciclo secondario in tedesco e francese, con l'opzione di inglese come seconda o terza lingua.

## Amministrazione
L'attuale sindaco di Strassen è il socialista Gaston Greiveldinger (partito socialista LSAP), rieletto per un terzo mandato consecutivo, in coalizione con i conservatori del CSV durante le elezioni comunali di ottobre 2017.

## Sport
Il Football Club UNA Strassen è la squadra calcistica di Strassen. Milita in BGL Ligue, la massima divisione calcistica del campionato di calcio lussemburghese.
Come nella maggior parte degli altri comuni del paese, Strassen possiede il suo centro acquatico (costruito ad ottobre 2009) denominato "Les Thermes", con un costo totale di 37000000 €. Vi è anche un Centro nazionale di tiro con l'arco e un Centro nazionale di arti marziali inaugurato a settembre 2017.